# Kalknagel
Een kalknagel ofwel onychauxis is een aandoening van een nagel waarbij deze sterk verdikt is maar niet vervormd. Deze verdikking kan het gevolg zijn van trauma, acromegalie, ziekte van Darier, psoriasis, pityriasis rubra pilaris of in sommige gevallen erfelijkheid.
De aandoening dient niet verward te worden met schimmelnagel of onychomycose, in de volksmond ook vaak kalknagel genoemd. Deze wordt veroorzaakt door een invasie van schimmel in de nagel die moeilijk weg te krijgen is.